# Zastocze (województwo mazowieckie)
Zastocze – przysiółek w Polsce, położony w województwie mazowieckim, w powiecie zwoleńskim, w gminie Zwoleń. Wchodzi w skład sołectwa Jasieniec-Kolonia.
W latach 1975–1998 przysiółek należał administracyjnie do województwa radomskiego.
Wierni Kościoła rzymskokatolickiego należą do parafii Niepokalanego Poczęcia NMP w Jasieńcu Soleckim.